# 周彦辰
周彦辰（チョウ・ヤンチェン、1996年3月5日 - ）は、中華人民共和国の俳優、歌手。男性アイドルグループ・Mr.BIOのメンバー。

## 来歴
2015年、iQIYIのアイドル育成リアリティ番組『流行之王』に出演し、Mr.BIOのメンバーとなる。2017年にiQIYIのオーディション番組『偶像練習生』に果然娯楽の練習生として参加し、最終順位は21位であった。

## 出演

### バラエティ番組
- 流行之王（iQIYI、2015年）
- 偶像練習生（iQIYI、2017年）
- 快楽大本営（湖南衛視、2018年）

### ドラマ
- 酔麗花〜エターナル・ラブ〜[3][4]（2017年）
- 少年江湖物語[5]（2019年）
- ママと同級生[6]（芒果TV、2020年）
- 你好，火焰藍[7]（Youku、2021年）